# 呼出符号
放送や無線通信において、呼出符号（よびだしふごう）またはコールサイン（英語: call sign）とは、無線局を一意に識別するために割り当てられた識別子である。コールサインは、一般には政府などの公的機関によって正式に割り当てられるものであるが、無線局の身元を隠すために、個人や組織が非公式なコールサインを名乗ったり、コールサインを暗号化することもある。
コールサインを一意な識別子として使用するのは、陸上の商用有線電信から始まったものである。全ての電信局をつなぐ電信線は1つしかなかったので、電報を送るときには、送信相手先を識別する方法が必要となった。送信時間の節約のために、2文字の識別子が採用された。この方式は無線電信においても採用された。電信会社は当初、海岸に設置した地上局と船に設置した海上局のそれぞれに2文字の識別子を割り当てた。これでは世界的に一意にならないため、後に1文字の企業識別子（例えばマルコーニ社は「M」）が追加された。複数の国の複数の企業が運営する無線局を迅速に識別する必要性から、1912年までに、国際基準が必要となった。これが今日ITUプレフィックスとして知られているもので、ITUプレフィックスが国ごとに割り当てられ、各国は割り当てられたITUプレフィックスの範囲で、国内で一意に割り当てる仕組みとなった。

## 国際呼出符字列の分配
無線通信規則により、国際公衆通信を行う無線局やアマチュア局など一定の無線局は、呼出符号を持たなければ（指定されなければ）ならない。これは、世界でたったひとつの呼出符号であり、同一の呼出符号が被ることはない。
このため、国際電気通信連合（ITU）は、世界無線通信会議（WRC）の決定を経て加盟国（国際機関を含む）に3文字の英数字の国際呼出符字列を分配している。
各国は、この符字列の下で自国の無線局に呼出符号を指定する。これにより、呼出符号の最初の1文字ないし3文字により国を識別することができ、この部分はプリフィックス（接頭辞）と呼ばれる。
主な国の分配例
- 日本 - 「JA - JS」、「7J - 7N」、「8J - 8N」
- アメリカ合衆国 - 「K」、「W」、「N」、並びに「AA - AL」
- 中華人民共和国 - 「B」、「XS」並びに「3H-3U」、「VR」（香港特別行政区）、「XX」（マカオ特別行政区）
- 大韓民国 - 「DS-DT」、「D7-D9」、「HL」並びに「6K-6NB」
- 朝鮮民主主義人民共和国 - 「HM」並びに「P5-P9」
- オーストラリア - 「AX」、「VH - VN」、「VK」並びに「VZ」
- カナダ - 「CF-CK」、「CY-CZ」、「VA-VG」、「VE」、「VO」、「VX-VY」並びに「XJ-XO」
- ドイツ - 「DA-DR」
- インド - 「AT-AW」、「VT-VW」並びに「8T - 8Y」
- ロシア - 「R」並びに「UA-UI」
- フランス - 「F」、「HW-HY」、「TH」、「TK」、「TM」、「TO-TQ」、「TV-TX」
- イギリス - 「G」、「M」、「VS」、「ZB-ZJ」、「ZN-ZO」、「ZQ」並びに「2」

なお、台湾（中華民国）では、「B」のうちの「BM - BQ」及び「BU - BX」の呼出符字列が使用されているが、これはITUから正式に割り当てられたものではない。ITUの無線通信規則(RR) 付属文書42(Appendix 42)によると、これらの呼出符字列は、中華人民共和国に割り当てられている。

### 戦前の呼出符号
ドイツ帝国と大日本帝国は、第二次世界大戦以前は、1文字の国籍識別「D」と「J」とをそれぞれ有していた。しかし、1947年のアトランティックシティ会議で、敗北した枢軸国であったため、国籍符字列（および使用周波数）の一部（日本はT以後、ドイツはL以後）を召し上げられ、現在の2文字に変更させられた。
詳しくは#DとJの分配先を参照。
一方、イタリアは連合国と休戦の後、連合国に加わったため、これら召し上げの対象とはならず、戦後も「I」の1文字を継続使用できている。

### DとJの分配先
「D」「J」の分配先は以下のとおり。
D
- 1947年
  - DA - DM ドイツ
  - DN - DQ ベルギー領コンゴ
  - DR - DT 旧ソ連・ベラルーシ
  - DU - DZ フィリピン
- 1959年
  - DA - DT ドイツ
  - DU - DZ フィリピン
- 1979年以降、現在
  - DA - DR 西ドイツを経て、ドイツ
  - DS - DT 韓国、
  - DU - DZ フィリピン

J
- 1947年
  - JA - JS 日本
  - JT - JV モンゴル
  - JW - JX ノルウェー
  - JY - JZ 未割り当て
- 1959年以降、現在
  - JA - JS 日本
  - JT - JV モンゴル
  - JW - JX ノルウェー
  - JY ヨルダン
  - JZ オランダ領ニューギニア（西イリアン）を経て、インドネシア

## 放送

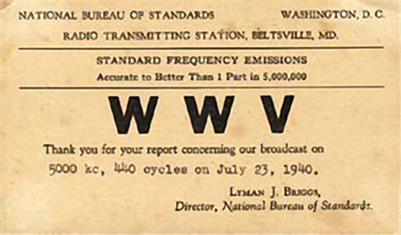
1940年に発行されたWWVのQSLカード

多くの国で放送局にコールサインが割り当てられている。各国では、放送局のコールサインにいくつかの慣行がある。
北米の放送局は、一般に、国際シリーズのコールサインを使用する。米国では、最初の文字は、ミシシッピ川以西の放送局には「K」、以東の放送局には「W」が割り当てられる。ミシシッピ川以東の歴史的な例外として、フィラデルフィアのKYWとピッツバーグのKDKAがあり、以西の例外にはカンザスシティのWHBがある。新規開設の放送局に対しては4文字のコールサインが割り当てられるが、かつては3文字のコールサインが割り当てられていた。米国のラジオ局は、1時間ごとと放送開始・終了時にコールサインをアナウンスしている。
カナダでは、公的放送であるカナダ放送協会（CBC）がプレフィックス「CB」を使用している。民間放送局は、「CF」および「CH」から「CK」までのプレフィックスを使用している。ニューファンドランド州政府によってセントジョンズに免許された4つの放送局は、元の「VO」で始まるコールサインを保持している。メキシコでは、AMラジオ局は「XE」で始まるコールサインを使用し、FMラジオやテレビ局の大部分は「XH」で始まるコールサインを使用する。放送局のコールサインは通常、4文字から5文字のアルファベットと、該当する場合は「-FM」、「-TV」、「-TDT」のサフィックス（接尾辞）からなる。
南米では、かつてはラジオやテレビ局を識別するのにコールサインを使っていた。いくつかの放送局は、依然として1日に数回、自局のコールサインを放送しているが、この慣習は非常にまれである。アルゼンチンの放送局のコールサインは、2文字から3文字のアルファベット後に複数の数字が続き、2番目と3番目の文字が地域を示す。ブラジルでは、ラジオ局とテレビ局は、「ZY」に続く3文字目のアルファベットおよび3桁の数字で識別される。「ZYA」と「ZYB」はテレビ局に、「ZYI」、「ZYJ」、「ZYL」、「ZYK」はAM局に、「ZYG」は短波放送局に、「ZYC」、「ZYD」、「ZYM」、「ZYU」はFM局に割り当てられる。
オーストラリアでは、オーストラリア通信メディア局によって各放送局に固有のものが割り当てられるが、コールサインの取得は任意である。
ほとんどのヨーロッパやアジアの国では、放送局の識別にコールサインではなく社名が使われるが、日本、韓国、インドネシア、フィリピン、台湾には放送局のコールサインシステムがある。日本では、放送局には「JO」で始まるコールサインが割り当てられている。なお、戦前には朝鮮の放送局には「JB」、台湾の放送局には「JF」、関東州の放送局には「JQ」を割り当てていた。実際の割り当てについては日本の放送局所の呼出符号も参照。
英国は、米国の意味ではコールサインを持たないが、放送局は自分のトレードマークのコールサインを最大6ワードまで選択することができる。

## アマチュア無線

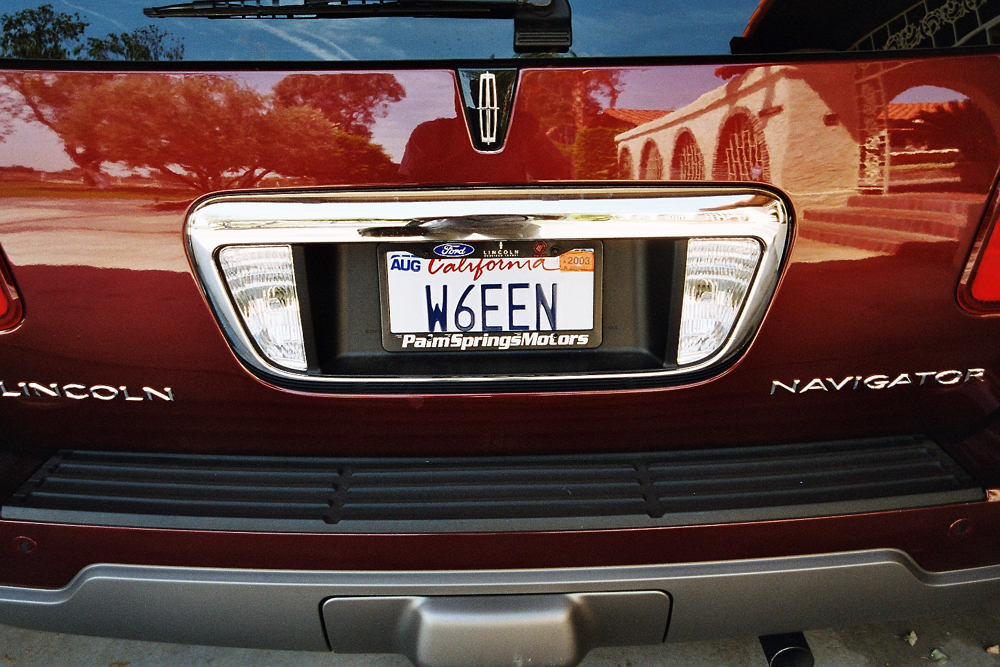
米国の全ての州で、アマチュア無線家が所有する自動車に対してコールサインが入ったナンバープレートが発行されている。写真はカリフォルニア州のもの。

アマチュア無線のコールサインは、国際シリーズに属し、通常、1文字または2文字のプレフィックス（所属国を表す）、数字（地域（コールエリア）を表すほか、免許のクラスや旅行者のための臨時免許を示すために使用される場合がある）、1-4文字のサフィックスからなる。例えば、オーストラリアでは、コールサインは2文字のプレフィックス、数字（地域を表す）、2文字から4文字のサフィックスで構成されている。ジブチ（J2）などのいくつかの国のプレフィックスの2文字目は数字である。この場合、例えばジブチのコールサインJ29DBAでは、プレフィックスはJ2、数字は9、サフィックスはDBAである。また、1文字目が数字の場合もある。例えば、ジャマイカのコールサインは6Yで始まる。移動運用時には、サフィックスの後に、/n（nは1ケタの数字で、移動先のコールエリアを表す）、/P（ポータブル）、/M（陸上移動）、/AM（航空移動）、/MM（海上移動）などの追加のサフィックスを付ける場合もある。
外国政府の管轄下で相互協定を使用して無線局を運用する場合、コールサインの前に運用している国・地域のプレフィックスとコールエリアをつける。例えば、W4/G3ABCは、英国で免許を受けたG3ABCというアマチュア局が米国の第4地区で運用しているということを意味する。これには例外があり、米国とカナダの相互運用の場合は、国・地域のプレフィックスとコールエリアを後ろにつける。例えば、W1AW/VE4、VE3XYZ/W1のようになる。
特別な目的や一時的な使用、また政府要人に対しては、特別なコールサインが発行されることがある。例えば、VO1Sは、1901年にグリエルモ・マルコーニがイギリスのコーンウォールからカナダのセントジョンズへ世界初の大西洋横断通信を行ったことを記念して開設された無線局で、「S」はそのときに送られた最初の文字「S」にちなむものである。GB90MGYは、タイタニック沈没90周年を記念して開設された無線局で、MGYは遭難信号を送信したタイタニック号の無線局のコールサインにちなむ。ヨルダンのフセイン国王はアマチュア無線家であったが、ヨルダン政府は国王に対し、ヨルダンで発行できる一番短いコールサインである「JY1」を特別に発行した。
コールサインを声で読み上げるときは、そのままアルファベットと数字を読み上げるか、フォネティックコードが使用される。一部の国では、識別のためにフォネティックコードの使用を義務付けている。また、コールサインに含まれる数字の0（ゼロ）は、O（オー）との区別のために斜線付きゼロ(0̸)で表記する習慣がある。

## 交通

### 海上

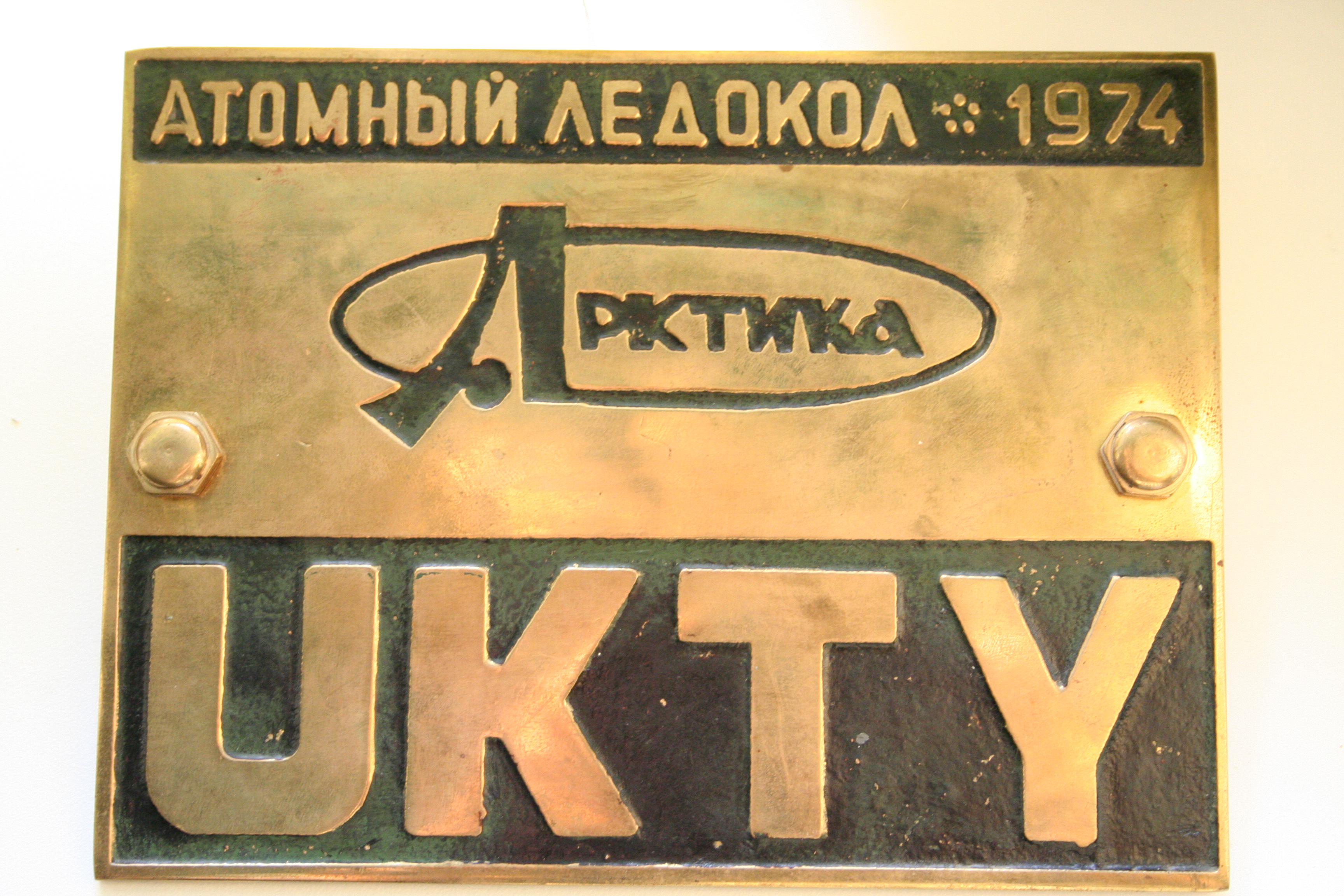
ロシアの原子力砕氷船「アルクティカ」のコールサインはUKTYである。

商船と海軍の艦船には、各国の認可機関によってコールサインが割り当てられている。リベリアやパナマなどに便宜置籍船として船を登録した場合、大型船舶のコールサインは国別の接頭辞に3文字が続く（例:3LXY、場合によっては3LXY2）。米国の商船には「W」または「K」で始まるコールサインが、米海軍の艦船には「N」で始まるコールサインが割り当てられる。元々、船舶と放送局の両方に3文字から4文字のコールサインが割り当てられていたが、船舶と放送の両方のコールサインの需要が高まるにつれ、徐々にアメリカ船籍の船には文字と数字が混在した長いコールサインが与えられるようになった。

### 航空
航空機局は、以下のいずれかの方法で呼出符号が決められる。
- 航空機の国籍記号および登録記号（尾翼番号や米国ではN番号とも呼ばれる）
- 航空機運航者の電話略号の後ろに数字（定期運航便の場合）またはアルファベットを付加したもの

ほとんどの国では、不定期の一般航空便は、機体記号（尾翼番号や米国ではN番号とも呼ばれる）に対応するコールサインを使用して自身を識別する。この場合、コールサインは、 国際民間航空機関（ICAO）が定めるフォネティックコードを使用して発声される。機体記号は、国際的に割り当てられた国を表すプレフィックスの後に、文字と数字で構成される一意の識別子が続く。
ほとんどの国では、航空機の機体記号と1対1に紐付けられた無線局のコールサインがあり、航空機の無線局（さらには航空機自体）には5文字のコールサインを受信する。例えば、全ての英国の民間航空機には、「G」で始まる5文字のコールサインがある。カナダの航空機には、C-FABCのような「C-F」または「C-G」で始まるコールサインがある。カナダの地面効果翼機（ホバークラフト等）はC-Hxxxのコールサインを、超軽量航空機はC-Ixxxのコールサインを受け取ることができる。昔は、アメリカの航空機でもKH-ABCなどの5文字のコールサインが使われていたが、第二次世界大戦前には現行のアメリカ方式のコールサインで置き換えられた。
民間航空会社の電話略号はICAOが定めている。
基本的に会社名にちなんだ物（「Japan Air（日本航空）」「All Nippon（全日本空輸）」「American（アメリカン航空）」「Lufthansa（ルフトハンザドイツ航空）」など）が使われるが、ブリティッシュ・エアウェイズの「Speedbird」、チャイナエアラインの「Dynasty（王朝の意）」、南アフリカ航空の「Springbok」、エアリンガスの「Shamrock」など例外もある。また中華人民共和国では、国内の航空会社に対して独自の中国語のコールサインが別に設定されている（「国航（中国国際航空）」、「白鹭（廈門航空）」など）。
軍用機では飛行隊ごとに異なる呼出符号が用いられる。一般的に英単語の後に数字を付加するが、英単語は部隊の任務特性を表していることもあり、航空自衛隊第4航空団飛行群第11飛行隊は部隊愛称である『Blue Impulse（ブルーインパルス）』をそのまま使用、海上自衛隊でパイロットの初等練習を行う第201教育航空隊は『rookie flight（ルーキーフライト）』を使用している。また、部隊章は呼出符号の英単語と関連する図案が使用されていることも多い。
アメリカ合衆国では、大統領が搭乗している航空機は、その機体の所属に応じて「エアフォースワン」（空軍機の場合）、「エグゼクティブワン」（民間機の場合）などといった特別なコールサインが使用される。大統領専用機（VC-25）はエアフォースワンと俗称されるが、大統領を乗せていない場合はエアフォースワンというコールサインを使用しない。戦闘機のパイロットは友軍機との交信時に部隊の呼出符号ではなくTACネーム（アメリカ海軍ではコールサイン）と呼ばれる渾名で呼び合う習慣がある（航空管制では呼出符号を使用）。
空港と管制機関にもそれぞれ呼出符号が設定されており、航空機局から呼びかける際には空港名または航空交通管制部名を使う。呼出符号は部署ごとに設定されており航空交通管制部（Control）の他、管制塔は管制承認伝達席（Delivery）、地上管制席（Ground）、飛行場管制席（Tower）に、レーダー管制室は出域管制席（Departure）、入域管制席（Approach）に分かれている。東京管制部（Tokyo）の航空交通管制部である東京航空交通管制部は『Tokyo Control』となる。

### 宇宙
有人宇宙飛行での通信に使用されるコールサインについては、航空機のような国際的な公式化や規制はされていない。現在、有人宇宙飛行を実施している3つの国（米国、ロシア（旧ソ連を含む）、中国）では、地上と宇宙の無線局を特定するために様々な方法を使用している。米国は宇宙船の名前、プロジェクト名、任務番号のいずれかを使用する。ロシアは伝統的に、宇宙船ではなく個々の宇宙飛行士にコールサインとしてコードネームを割り当てる。
宇宙船のためのコールサインで唯一国際的に関連性を持たせているのは、多くの国が、国際宇宙ステーション（ISS）に設置されるアマチュア無線局に「ISS」のサフィックスのコールサインを発行していることである。ISSに最初に割り当てられたアマチュア無線局のコールサインは米国のNA1SSだった。その後、OR4ISS（ベルギー）、DP0̸ISS（ドイツ）、RS0̸ISS（ロシア）が割り当てられた。

## 軍用
戦時中、敵方の通信を監視することは、貴重な情報の入手手段である。一貫したコールサインを使用していると敵方の情報入手を容易にしてしまうので、戦時では軍事部隊は戦術的コールサインを使用し、それを定期的に変更する。例えば「コンバット!」に登場したアメリカ陸軍第361歩兵連隊第3大隊K中隊第2小隊第1分隊のコールサインは「ホワイトルーク」、自隊を隷下に置く第2小隊は「チェックメイト・キング・ツー」など、チェス用語で統一している。平時には、いくつかの軍事基地は、国際的な割り当てに従った固定のコールサインを使用する。
米陸軍は、米軍司令部のWARのように「W」で始まる固定のコールサインを使用する。米空軍の基地の固定コールサインは、USAF本部のAIRのように「A」で始まる。米海軍、海兵隊、沿岸警備隊は、戦術的コールサインと「N」で始まる国際コールサインを合わせて使用する。
英国の軍隊では、戦術的な音声通信は、アルファベット1字の後に数字2字の形式のコールサインを使用している。 標準的な歩兵大隊では、これらの文字はそれぞれ大隊、小隊、分隊を表しており、例えばF13はF大隊第1小隊第3分隊を意味する。さらにもう1文字加えて、分隊内の特定の個人または班を表す。例えばF13CはF大隊第1小隊第3分隊のC班となる。

## コールサインを必要としない無線局
10kHz未満の周波数は国際規制の対象外であるため、長距離航行システム（デッカ、アルファ、オメガ）の送信機など10kHz未満の周波数の送信機にはコールサインは発行されない。いくつかの国では、合法的な免許不要の低出力無線機（市民バンド、ISMバンドなど）が許可されているが、免許がないためコールサインも発行されない。また、Wi-Fiを使用しているルータやモバイルデバイス、コンピュータもまた、免許がないためコールサインがない。市民バンドなどでは、個人の識別のために「ハンドル」と呼ばれる擬似的なコールサインを名乗ることがマナーとされている。一部のワイヤレスネットワークプロトコルでは、SSIDやMACアドレスを識別子として設定することもできるが、これが一意であるという保証はない。
国際規制では、放送局のコールサインは不要になった。しかし、米国などの多くの国では社名ではなくコールサインを放送局の識別に使用しているため、依然としてコールサインが必要とされている。
携帯電話サービスでは、電話機とその利用者には免許が交付されていないためコールサインは使用しない。その代わりに、携帯電話事業者が免許を一括で保持している。しかし、米国は依然として携帯電話の周波数ごとの免許にコールサインを割り当てている。

## コールブック

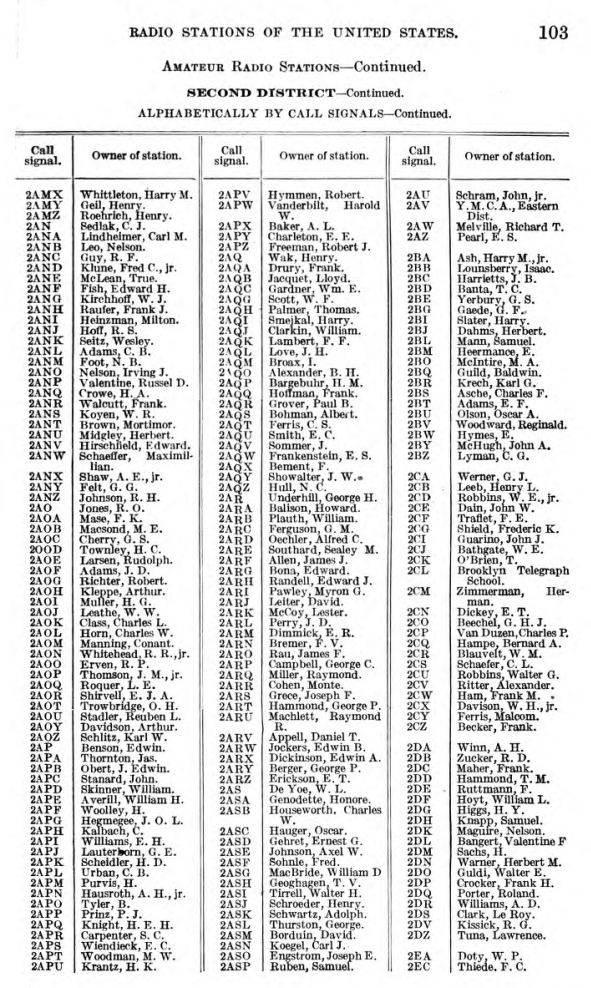
Department of Commerce callbook, 1919

無線局のコールサインの一覧表をコールブックという。コールブックは、元々は電話帳に似た形式で、特定の管轄区域（国）から免許された無線局の名前と住所が記載されていた。モダン・エレクトリック社は、1909年に米国で最初のコールブックを出版した。
今日、コールブックの第1の目的は、アマチュア無線家が通信した相手にQSLカードと呼ばれる交信確認書を送ることである。コールブックは、インターネットを介してアクセス可能なオンラインデータベースに進化し、他のアマチュア無線家またはそのQSLマネージャの住所を即座に取得する。最もよく知られ、使用されているオンラインQSLデータベースには、QRZ.COM、IK3QAR、HamCall、F6CYV、DXInfo、OZ7C、QSLInfoなどがある。